# Abastumani (Georgia)
Abastumani (in georgiano აბასთუმანი?) è una piccola città (daba) e stazione climatica nella municipalità di Adigeni, Samtskhe-Javakheti, Georgia.
Si trova sulle pendici meridionali dei monti Meskheti (Piccolo Caucaso), nella piccola valle del fiume Otskhe, 25 km a nord-est di Adigeni e 28 km a ovest di Akhaltsikhe.
Secondo il censimento del 2014, aveva una popolazione di 937 abitanti.
L'Osservatorio astrofisico nazionale georgiano si trova ad Abastumani.

## Storia
Nella Georgia medievale, l'area dell'odierna Abastumani faceva parte del distretto di Odzrkhe, così chiamato per via di una fortezza le cui rovine sopravvivono nei pressi della cittadina. 
Nel XVI secolo, cadde sotto il dominio dell'Impero ottomano e la zona fu abbandonata, ma le sue sorgenti termali erano apprezzate e frequentate dalla gente del posto. 
Sotto il dominio russo, nel 1842, vi apparve una colonia tedesca di breve durata di Friedenthal (in russo Фрейденталь?). 
Negli anni '50 dell'Ottocento, fu ricolonizzato dai russi sotto il patrocinio del viceré del Caucaso Mikhail Vorontsov. 
Il nuovo insediamento fu chiamato Abbas-Tuman dal nome di un villaggio situato nelle vicinanze e divenne popolare per il suo clima e le sue acque termali. 
Il suo sviluppo come località turistica è principalmente associato al Granduca George Alexandrovich (1871–1899), un membro della famiglia imperiale russa, che si era ritirato lì a causa della sua cattiva salute. 
Abastumani acquisì lo status di insediamento di tipo urbano (georgiano: daba) sotto l'Unione Sovietica nel 1926.
Le infrastrutture turistiche sono state rinnovate dalla metà degli anni 2000.

## Turismo
Le tre sorgenti ipertermali di Abastumani (39–48,5 °C) danno acque sulfuree poco mineralizzate che sono state a lungo utilizzate nella cura della tubercolosi.
Abastumani è anche un punto di partenza per escursioni nel Parco Nazionale Borjomi-Kharagauli.